# Soaring Society of America
La Soaring Society of America (SSA) fut fondée à l'instigation de Warren E. Eaton afin de promouvoir le vol à voile aux États-Unis et internationalement. La première assemblée générale fut tenue à New York dans le bâtiment McGraw-Hill le 20 février 1932. Son objectif premier était l'organisation d'un congrès annuel de vol à voile. Peu après, elle étendit son activité. En 1954, la société créa le Soaring Hall of Fame qui a pour but la reconnaissance de pilotes méritants. De nos jours, la SSA a 12 500 membres et son siège est à Hobbs, au Nouveau-Mexique.

## Histoire
Elle a un prédécesseur, la National Glider Association de 1929, fondée par Edward S. Evans.
En 1935, à la Soaring Society of America, à New York, les officiers suivants ont été élus pour : président, lieutenant-commandant Ralph S. Barnaby ; vice-président, Dr Wolfgang Klemperer ; vice-président, Richard C. du Pont ; secrétaire-trésorier, Lewin B. Barringer (à cette époque Barringer était également secrétaire-trésorier de la Bowlus-DuPont Sailplane Company, Bowlus, à cette époque, n'était plus lié à cette société). Du Pont a servi la Soaring Society of America en tant que trésorier (1936), vice-président (1934-1936), président (1937-1939) et directeur (1933-1943) pendant la période de formation de la société.

## Fonctionnement
La SSA est dirigée par un conseil d'administration constitué de dix-sept membres et un bureau exécutif. Chacune des dix régions élit un membre du conseil d'administration au suffrage universel pour trois ans. Les sept autres membres sont cooptés annuellement par le conseil d'administration lui-même. Les réunions du conseil d'administration ont lieu deux fois par an et sont ouvertes à tout membre de la SSA. La société emploie du personnel salarié pour gérer au jour le jour les affaires de la société.
Les services suivants sont rendus :
- formation des pilotes et sécurité aérienne ;
- recherche et développement technique ;
- services divers pour les membres : Congrès de la SSA, gestion des insignes de la FAI, gestion de l'insigne de bronze pour les vols en campagne, vente de livres spécialisés ;
- sponsoring et gestion des compétitions ;
- promotion du vol à voile et contacts avec la presse ;
- défense des intérêts des pilotes de planeur auprès de la FAA et autres agences fédérales ;
- publication de Soaring Magazine.